# Manfred Eikelmann
Manfred Eikelmann (* 29. September 1954 in Beckum) ist ein deutscher germanistischer Mediävist.

## Leben
Nach dem Studium (1974–1981) an der Universität Münster (Germanistik, Philosophie, Pädagogik und Allgemeine Sprachwissenschaft. Abschluss: Staatsexamen für das Lehramt) war er von 1981 bis 1987 wissenschaftlicher Mitarbeiter am Lehrstuhl für Deutsche Sprache und Literatur des Mittelalters an der Universität Münster. Nach der Promotion 1986 an dieser Universität war er von 1991 bis 1994 wissenschaftlicher Assistent am Lehrstuhl für Ältere Deutsche Philologie an der Universität Göttingen (Klaus Grubmüller).
Nach der Habilitation 1994 an der Universität Göttingen (Deutsche Philologie) war er seit 1996 Lehrstuhlinhaber für Deutsche Literatur des hohen Mittelalters im europäischen Kontext an der Ruhr-Universität Bochum (Nachfolge Eberhard Nellmann). Dort war er von 2003 bis 2007 zudem als Prodekan bzw. Dekan der Fakultät für Philologie tätig. Seit 2021 ist er Seniorprofessor in der Germanistischen Mediävistik an der Ruhr-Universität Bochum.
Zu seinen Forschungsschwerpunkten gehören der höfische Minnesang, der höfische Roman, literarische Kleinformen, Antikenübersetzungen und Antikerezeption, Materialität und Medialität von Literatur und kulturelle Kontextualisierungen der Literatur.

## Schriften (Auswahl)
- Denkformen im Minnesang. Untersuchungen zu Aufbau, Erkenntnisleistung und Anwendungsgeschichte konditionaler Strukturmuster des Minnesangs bis um 1300. Tübingen 1988 (Hermea NF Bd. 54), ISBN 3-484-15054-8.
- Studien zum deutschen Sprichwort im Mittelalter. Gattungsbegriff, Überlieferungsformen und Verwendungstypen. [unveröffentl. Habilitationsschrift, Göttingen 1994]
- Handbuch der Sentenzen und Sprichwörter im höfischen Roman des 12. und 13. Jahrhunderts. Bd. 1 Einleitung und Artusromane bis 1230. Berlin/Boston 2012. [zus. mit Silvia Reuvekamp]
- Im Wortfeld des Textes. Worthistorische Beiträge zu den Bezeichnungen von Rede und Schrift im Mittelalter. Beiträge zum Nationalen DFG-Rundgespräch Schloß Hirschberg bei Beilengries 2004. Berlin / New York 2006. (Trends in Medieval Philology 10) [zus. mit Gerd Dicke und Burkhard Hasebrink]
- Praktiken europäischer Traditionsbildung im Mittelalter. Wissen – Literatur – Mythos. Berlin 2013. [zus. mit Udo Friedrich]
- Geschichte erzählen. Strategien der Narrativierung von Vergangenheit im Mittelalter. XXV. Anglo-German Colloquium 2017. Tübingen 2020. [zus. mit Sarah Bowden, Stephen Mossman, Michael Stolz]
- Sprichwörtersammlungen (deutsche). In: Die deutsche Literatur des Mittelalters. Verfasserlexikon. 2., völlig neu bearb. Aufl. Bd. 9. 1995, Sp. 162–179.
- Einfache Formen. In: Reallexikon der deutschen Literaturwissenschaft. Neubearbeitung des Reallexikons der deutschen Literaturgeschichte. Bd. 1. Gemeinsam mit Harald Fricke, Klaus Grubmüller, Jan-Dirk Müller hrsg. von Klaus Weimar. Berlin / New York 1997, S. 422–424.
- Dialogische Poetik. Zur Kontinuität älterer poetologischer Traditionen des Minnesangs am Beispiel des Wechsels. Hrsg. von Thomas Cramer und Ingrid Kasten. Berlin 1999. (Philologische Studien und Quellen, H. 154), S. 85–106.
- Zur historischen Pragmatik des Sprichworts im Mittelalter. In: Wer A sägt, muss auch B sägen. Beiträge zur Phraseologie und Sprichwortforschung. Hrsg. von Dietrich Hartmann, Jan Wirrer. Hohengehren 2002 (Phraseologie und Parömiologie 9), S. 95–105.
- Mediävistisches Wissen in gestuften Studiengängen. Konzeption und Inhalte des Mediävistik-Studiums an der Ruhr-Universität Bochum. In: Germanistische Mediävistik und Bologna-Prozess. Hrsg. von Peter Strohschneider. Mitteilungen des Deutschen Germanistenverbandes 52 (2005), S. 100–112.
- Erasmus von Rotterdam, Exzerptsammlungen (›Adagia‹, ›Parabolae sive similia‹, ›Apophthegmata‹). In: Deutscher Humanismus 1480–1520. Verfasserlexikon. Bd. 1. Hrsg. von Franz Josef Worstbrock. (2008), Sp. 703–711.
- Boethius für Laien. Konrad Humerys deutsche Übersetzung (vor 1467) der Consolatio Philosophiae. In: Boethius Christianus? Zur Rezeption von Boethius’ Consolatio Philosophiae in Mittelalter und Früher Neuzeit. Hrsg. von Reinhold F. Glei, Nicola Kaminski, Franz Lebsanft. Berlin, New York 2010, S. 129–156.
- Paratexte in der Klassiker-Rezeption. Zum experimentellen Textstatus der spätmittelalterlichen deutschen Übersetzungen der Consolatio Philosophiae des Boethius. In: Historische Sprachwissenschaft als Kulturwissenschaft. Hrsg. von Michael Bernsen, Elmar Eggert, Angela Schrott. Bonn 2015, S. 545–565. [zus. mit Arne Schumacher]
- des aller sinnreichsten Poeten Metamorphosis. Sprachliche und mediale Adaptationsstrategien in den deutschen Antikenübersetzungen der Frühen Neuzeit. In: Frühmittelalterliche Studien 53 (2019), S. 369–382 u. Tafel XXV–XXVII.
- Selbstsorge und Ich-Erzählung. Adaptationen antiker Heilkunst in Boëthius‘ ›Consolatio Philosophiae‹ und Konrad Humerys ›Tröstung der Weisheit‹. In: Bulang, Tobias / Toepfer, Regina (Hrsg.): Heil und Heilung: Die Kultur der Selbstsorge in Kunst und Literatur des Mittelalters und der frühen Neuzeit. Heidelberg 2020, S. 41–62.
- Cicero 'Von den tugentsamen ämptern': Textpräsentation und Autoridentität in Johanns von Schwarzenberg 'De officiis'-Übersetzung (1517–1520/1531). In: Eichenberger, Nicole / Lutz, Eckart Conrad / Putzo, Christine (Hrsg.): Bücher und Identitäten: Literarische Reproduktionskulturen der Vormoderne. Überstorfer Colloquium 2016. Wiesbaden 2020, S. 233–252 u. 7 Abb.
- textus/text im religiösen Diskurs: Beobachtungen zur semantischen Vielfalt der Wortverwendung. In: Bernhardt, Susanne / Gebert, Bent (Hrsg.): Vielfalt des Religiösen: Mittelalterliche Literatur im säkularen Kontext. Berlin/Boston 2021 (Literatur, Theorie, Geschichte 22), S. 87–112.
- Varianz. In: Handbuch Minnesang. Hrsg. von Beate Kellner, Susanne Reichlin und Alexander Rudolph. Berlin/Boston 2021, S. 55–65. [zus. mit Daniel Pachurka]
- Erzählte Evidenzen. Szenische Narration und Erkenntnisdiskurs in Wolframs 'Parzival'. In: Wenzel, Franziska (Hrsg.): Jenseits der Dichotomie von Text und Bild. Verfahren der Veranschaulichung und Verlebendigung in Mittelalter und Früher Neuzeit. Wiesbaden 2021 (Imagines Medii Aevi 54), S. 319–332.